# Coupe de France 1996
Die Coupe de France 1996 war die 5. Austragung der Coupe de France, einer seit der Saison 1992 stattfindenden Serie von französischen Eintagesrennen. Die Einzelwertung gewann der Franzose Stéphane Heulot vom französischen Team Gan, das auch die Teamwertung gewann.

## Rennen
| Datum         | Rennen                             | Sieger              |
| ------------- | ---------------------------------- | ------------------- |
| 22. Februar   | Classic Haribo                     | Laurent Jalabert    |
| 24. Februar   | Tour du Haut-Var                   | Bruno Boscardin     |
| 24. März      | Grand Prix Cholet-Pays de la Loire | Stéphane Heulot     |
| 5. April      | Tour d’Armorique                   | Marc Bouillon       |
| 7. April      | Grand Prix de Rennes               | Nicolas Jalabert    |
| 9. April      | Paris–Camembert                    | Adriano Baffi       |
| 20. April     | A Travers le Morbihan              | Johan Capiot        |
| 23. April     | La Côte Picarde                    | Philippe Gaumont    |
| 25. April     | Grand Prix de Denain               | Ján Svorada         |
| 28. April     | Vendée International Classic       | Philippe Gaumont    |
| 5. Mai        | Trophée des Grimpeurs              | Stéphane Heulot     |
| 1. Juni       | Classique des Alpes                | Laurent Jalabert    |
| 1. September  | Grand Prix Ouest France            | Frank Vandenbroucke |
| 15. September | Grand Prix de Fourmies             | Michele Bartoli     |
| 22. September | Grand Prix d’Isbergues             | Mario Aerts         |
| 3. Oktober    | Paris–Bourges                      | Tristan Hoffman     |

## Fahrerwertung
| Position | Fahrer           | Team                       | Punkte |
| -------- | ---------------- | -------------------------- | ------ |
| 1        | Stéphane Heulot  | Cofidis                    | ?      |
| 2        | Laurent Jalabert | ONCE                       | ?      |
| 3        | Nicolas Jalabert | Mutuelle de Seine-et-Marne | ?      |